# Floricel Vidal
Floricel Vidal fue una primera actriz de cine y teatro de nacionalidad argentina.

## Carrera
Integró la Compañía Argentina de Dramas, Cantos y Bailes Arturo Grecco junto con actrices como García Soriano, Sara Parrilla, Agustina Rafetto, María Pérez, Anita Fernández y Elsa Pasquetti; y actores como Pepito Petray, Alberto Parrilla, Luis Sandrini, Norberto González y Domingo Espíndola, entre otros. También trabajó en la Compañía Nacional de Comedias Antonio Trípalo-Francisco Barletta.
Pionera en la cinematografía argentina durante la época del cine mudo, se la puede ver, ya mayor, en la película de 1927, Perdón, viejita, dirigida por José Agustín Ferreyra, en el que compartió protagónicos con María Turgenova, Stella Maris, Álvaro Escobar y Ermete Meliante.

## Filmografía
- 1927: Perdón, viejita como Doña Camila.